# Tom Dowd
Thomas J. „Tom“ Dowd (* 25. Oktober 1925 in New York; † 27. Oktober 2002 in Miami, Florida) war ein US-amerikanischer Tonmeister und Musikproduzent.

## Leben und Wirken

### Kindheit und Jugend
Durch seine Eltern (Vater Dirigent, Mutter Opernsängerin) kam er bereits sehr früh mit Musik in Berührung. Beide unterstützten und förderten sein Interesse. Nach dem Highschool-Abschluss im Jahr 1942 mit Schwerpunkt auf Mathematik und Physik sollte eigentlich der Militärdienst folgen, jedoch war Tom im Vergleich zu den anderen Jungen aus seiner ehemaligen Klasse noch zu jung.
So kam es, dass er sich zunächst weiter der Bildung widmen konnte. Er studierte am City College und spielte nebenbei in der Band der Columbia University, wo er dank seiner herausragenden Kenntnisse in der Physik schon bald einen Posten im dortigen Physiklabor erhielt.
Als junger Teenager kam er plötzlich mit in Fachkreisen bekannten Wissenschaftlern wie John R. Dunning, Bill Havens und dem späteren Nobelpreisgewinner James Rainwater in Kontakt. Als er mit 18 zum Militärdienst eingezogen wurde, verblieb er im Rang eines Sergeants bei dem Forschungsteam, welches unter dem Namen „Manhattan Project“ bald berüchtigte Berühmtheit erlangen sollte: 1945 fielen die Atombomben auf Hiroshima und Nagasaki. 1946 beendete er seinen Dienst, nachdem er noch an zwei Kernwaffentests (Operation Crossroads) teilgenommen hatte.

### Die Anfänge in der Musikindustrie
Als er sein Physikstudium fortsetzen wollte, musste er feststellen, dass seine bisherige Arbeit immer noch der Geheimhaltung unterlag und nicht anerkannt werden konnte. Frustriert suchte Dowd nach Ablenkung und fand sie in einem Sommerjob bei einem Musikstudio, in dem klassische Musik aufgenommen wurde.
Die Arbeit machte ihm so viel Spaß, dass er zunächst dabei blieb. Im Jahr 1949 gab es dann für ihn so etwas wie ein Schlüsselerlebnis: In einer dreistündigen Recording-Session nahm er vier Titel der Künstlerin Eileen Barton auf. Er sah die Künstlerin nie wieder und diese Session wäre auch nicht weiter erwähnenswert, wenn nicht die erste Single-Auskopplung mit dem Titel If I Knew You Were Comin’ I’d’ve Baked a Cake ein großer Hit geworden wäre.
Tom Dowd arbeitete akribisch an einer Verbesserung der Aufnahmetechnik; so nahm er z. B. für jedes Instrument ein separates Mikrophon, was zu der Zeit noch absolut unüblich war.
Er gewann an Renommee und sein Ruf verbreitete sich immer mehr unter den Musikern, wie u. a. Dizzy Gillespie und Joe Turner and the Ravens. Aus dem einstigen Sommerjob war eine neue Karriere geworden.
Mit Atlantic Records verband ihn bald eine tiefe Geschäftsbeziehung, nachdem das auf Atlantic erschienene „Drinkin' Wine Spo-dee-O-Dee“ von Stick McGhee ein Hit geworden war.
Es folgten in den 1950er Jahren weitere Platten von Künstlern wie Ray Charles und Ruth Brown. In den folgenden Jahren etablierte sich Dowd immer mehr und arbeitete mit Leidenschaft an der Weiterentwicklung der Technik: Atlantic verdankte ihm die Möglichkeit der Stereo-Aufnahme, welche zum ersten Mal bei dem berühmten Jazzmusiker John Coltrane zum Einsatz kam. Mit ihm nahm Dowd Alben wie Giant Steps und Coltrane’s Sound auf.
Durch den neuartigen Stereoklang konnte die Musik des Virtuosen noch packender eingefangen werden. Bis zum Beginn der 1960er Jahre hatte sich Tom Dowd endgültig den Ruf eines Ausnahmekönners in Bezug auf Produktion und Tonmischung erarbeitet.
Im Jahr 1967 ging es für Tom nach Europa: Im Zuge einer umfangreichen Tournee von einer Memphis-All-Star Gruppe, unter ihnen Dowds Schützling Otis Redding, war er als Sprecher der Musiker engagiert. Die Tour verlief für die Musiker sehr erfolgreich, zudem trafen sie ihre großen Idole, die Beatles – diese wiederum waren auch angetan von der Gruppe aus Memphis.

### DieMuscle-Shoals-Session
Nach der Rückkehr ging es nach Alabama, wo Tom Dowd während der berühmten Muscle Shoals Session Künstler wie Wilson Pickett und die damals noch völlig unbekannte Aretha Franklin aufnahm. Diese bedankte sich 25 Jahre und unzählige Hits später bei ihrem Produzenten, als sie in die Rock and Roll Hall of Fame aufgenommen wurde mit dem Hinweis, dass Tom großen Anteil an dem typischen Aretha-Sound hatte.
Anfang der 1970er Jahre ging Tom Dowd nach Miami und arbeitete im gerade neu gebauten Atlantic Records South-Gebäude weiter. Eines der ersten Alben, die er dort produzierte, war At Fillmore East von The Allman Brothers Band. Es folgten in den 1970er Jahren weitere Produktionen von so erfolgreichen Gruppen und Künstlern wie Cream, Rod Stewart und Lynyrd Skynyrd.
Die Zusammenarbeit mit den erwähnten Rod Stewart, Eric Clapton und Lynyrd Skynyrd hatte auch in den nächsten Jahren noch Bestand.
Im Jahr 1996, nach 50-jähriger Schaffenszeit im Musikgeschäft, wurde er zum ersten Mal für den Grammy für seinen Beitrag zu dem John Coltrane Box Set nominiert. Die bereits zuvor erfolgreichen Allman Brothers erlebten in den 1990er Jahren nochmal ein Comeback. Dowd produzierte in den Jahren 1990–1994 alleine von ihnen insgesamt vier erfolgreiche Alben.

### Die letzten Jahre
Neben der weiteren Tätigkeit als Produzent hielt Dowd auch Vorträge an Highschools und Universitäten. Dank seiner jahrzehntelangen Erfahrung war er ein „wandelndes Lexikon“ in Bezug auf Aufnahmetechnik.
Im Jahre 2002 wurde er schließlich für sein Lebenswerk mit dem Ehren-Grammy ausgezeichnet.
Im Jahre 2003 wurde der abendfüllende Dokumentarfilm Tom Dowd & the Language of Music veröffentlicht. Die Premiere fand beim Sundance Film Festival statt. Dowd selbst konnte diese nicht mehr miterleben: Er starb am 27. Oktober 2002 im Alter von 77 Jahren an Krebs.

## Diskographie Produzent (Auszug)
- 1968: The Sweet Inspirations – What The World Needs Now
- 1969: Cher – 3614 Jackson Highway
- 1970: Aretha Franklin – Spirit in the Dark
- 1970: Derek and the Dominos – Layla and Other Assorted Love Songs
- 1970: The Allman Brothers Band – Idlewild South
- 1971: The Allman Brothers Band – At Fillmore East
- 1972: The Allman Brothers Band – Eat a Peach (Dedicated to a Brother)
- 1974: Eric Clapton – 461 Ocean Boulevard
- 1976: Lynyrd Skynyrd – Gimme Back My Bullets
- 1976: Lynyrd Skynyrd – One More from the Road
- 1977: Lynyrd Skynyrd – Street Survivors
- 1983: Meat Loaf – Midnight at the Lost and Found
- 1985: Robin Gibb – Walls Have Eyes
- 1986: Eric Clapton – August
- 1987: Diana Ross –  Red Hot Rhythm & Blues
- 1989: New Model Army – Thunder & Consolation
- 1990: The Allman Brothers Band – Seven Turns
- 1991: The Allman Brothers Band – Shades Of Two Worlds
- 1992: The Allman Brothers Band – An Evening with the Allman Brothers Band First SET
- 1994: Primal Scream – Give Out But Don’t Give Up
- 1994: Pulp Fiction – Original Soundtrack
- 1994: The Allman Brothers Band – Where It All Begins
- 1995: The Allman Brothers Band – An Evening with the Allman Brothers Band 2nd SET
- 1996: Rod Stewart – If We Fall in Love Tonight
- 1998: Stadt der Engel – Original Soundtrack
- 1998: The Allman Brothers Band – Mycology.an Anthology
- 1999: Rod Stewart – Best of Rod Stewart
- 1999: Eric Clapton – Blues
- 2001: Dusty Springfield – Love Songs
- 2002: Lynyrd Skynyrd – Turn It Up

## Diskographie Tonmeister (Engineer) (Auszug)
- 1947: The Ravens – Summertime (Single)
- 1953: The Clovers – Good Lovin! (Single)
- 1957: Charles Mingus – The Clown
- 1958: Ray Charles – Soul Brothers
- 1959: Ray Charles – Genius of Ray Charles
- 1960: Hank Crawford – More Soul
- 1961: John Coltrane – My Favorite Things
- 1961: Ornette Coleman – Free Jazz: A Collective Improvisation
- 1961: Ben E. King – Stand By Me (Single)
- 1962: Modern Jazz Quartet – Lonely Woman
- 1964: Sérgio Mendes – Bossa Nova York
- 1965: Art Farmer – Sing Me Softly of the Blues
- 1966: Otis Redding – Otis Blue: Otis Redding Sings Soul
- 1967: Aretha Franklin – Aretha Arrives
- 1967: Cream – Disraeli Gears
- 1968: Cream – Wheels of Fire
- 1969: Herbie Mann – Memphis Underground
- 1970: Cream – Live Cream
- 1972: Cream – Live Cream Volume II
- 1997: Cream – Those Were the Days (Kompilationsalbum)